# أ مسكار (أسني)
أ مسكار هو دُوَّار يقع بجماعة أسني، إقليم الحوز، جهة مراكش آسفي في المملكة المغربية. ينتمي الدوّار لمشيخة أسني التي تضم 14 دوار. يقدر عدد سكانه بـ 805 نسمة حسب الإحصاء الرسمي للسكان والسكنى لسنة 2004.

## وصلات خارجية
- البوابة الوطنية للجماعات الترابية
- المندوبية السامية للتخطيط